# Idiothamnus
Idiothamnus là một chi thực vật có hoa trong họ Cúc (Asteraceae).

## Loài
Chi Idiothamnus gồm các loài: